# Liste der Wappen in Molise
Die Liste der Wappen in Molise zeigt die Wappen der Provinzen der Region Molise der Republik Italien. In dieser Liste sind die Wappen jeweils mit einem Link auf den Artikel über die Provinz und mit einem Link auf die Liste der Wappen der Orte in dieser Provinz angezeigt.

## Wappen Molises

Wappen der Region Molise
Flagge der Region Molise
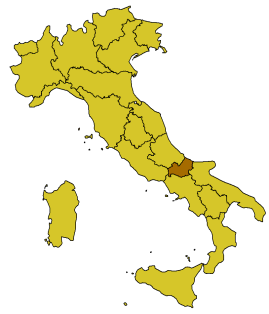
Lage der Region Molise in Italien
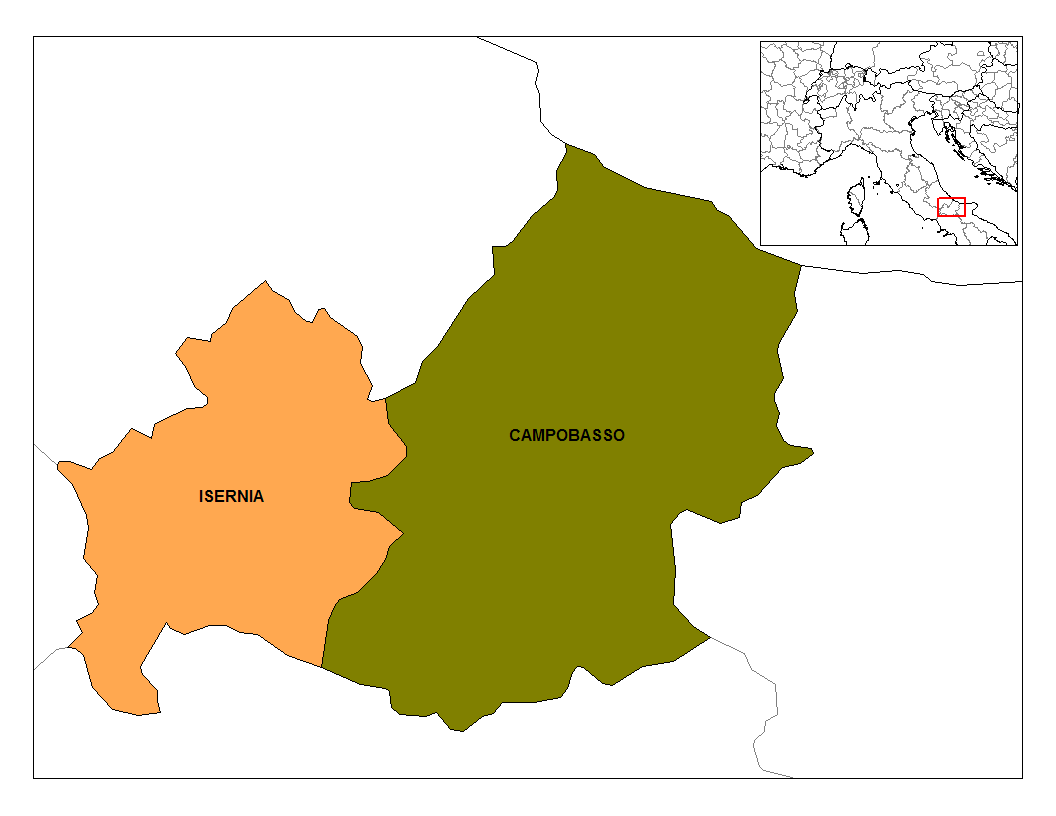
Lage der Provinzen in der Region Molise

## Wappen der Provinzen der Region Molise

Provinz Campobasso (Wappen der Orte)
Provinz Isernia (Wappen der Orte)